# R-36

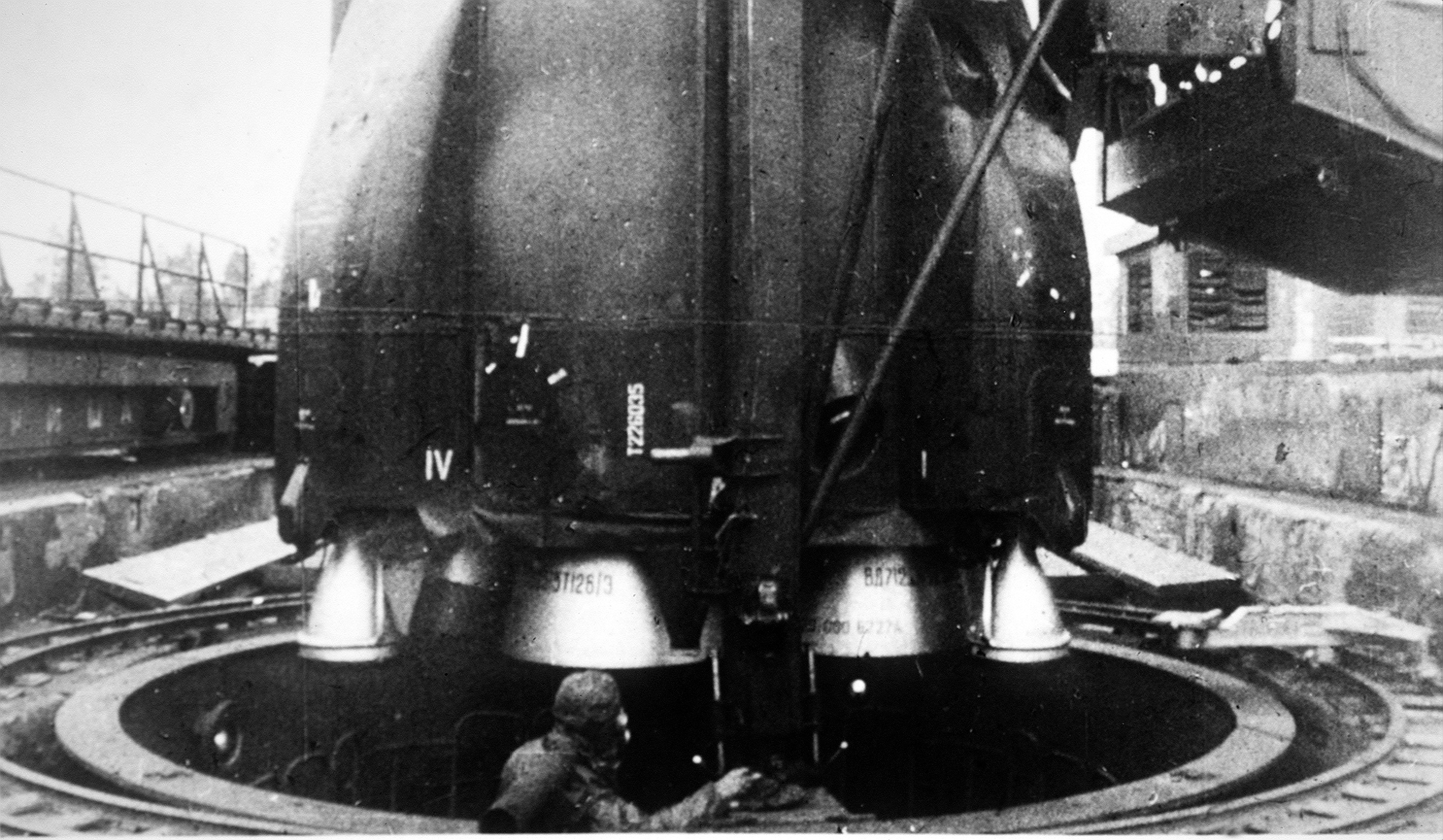
Eine R-36 im Mai 1984

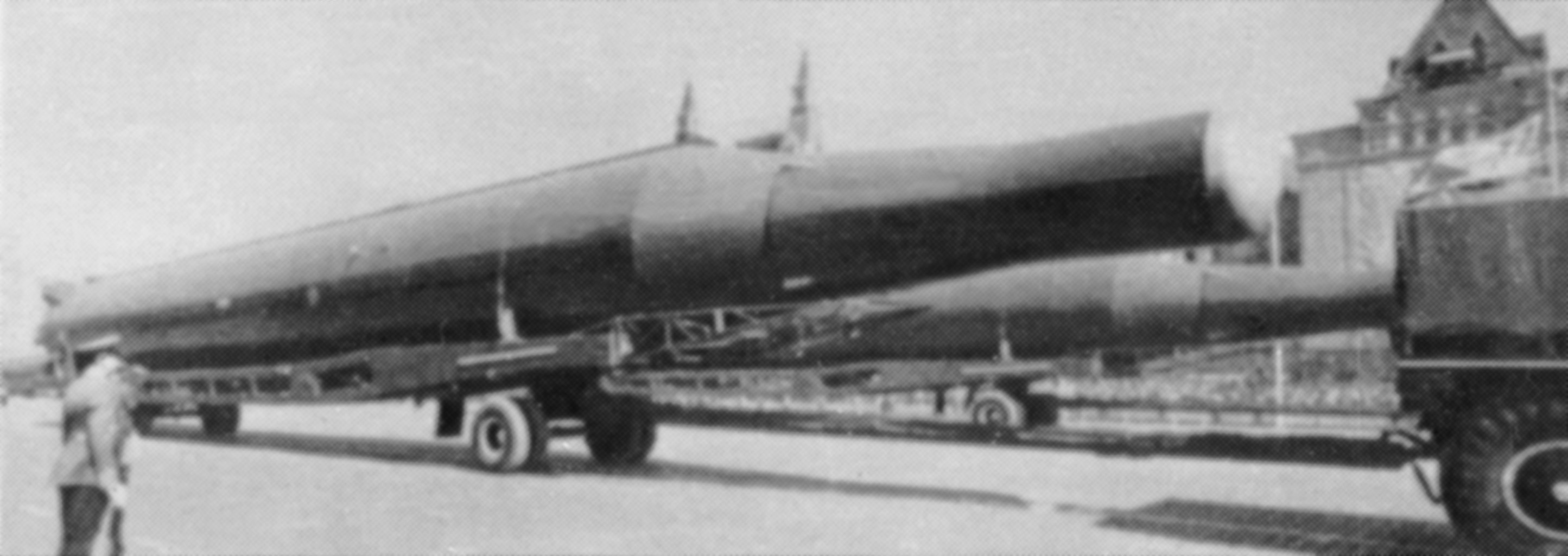
Eine R-36 auf einer Militärparade im Januar 1977

Die R-36 (DIA-Code: SS-9, NATO-Codename: Scarp) war eine silo-basierte ballistische Interkontinentalrakete, die zur Zeit des Kalten Krieges in der Sowjetunion entwickelt wurde. Sie war die erste der dritten Generation sowjetischer ICBMs, die auf den existierenden Entwürfen R-16 (SS-7 Saddler) und R-9 (SS-8 Sasin) aufbaute. Es wird angenommen, dass sie ursprünglich für den Angriff auf große Flächenziele wie Städte konzipiert wurde, spätere Versionen jedoch für die Zerstörung US-amerikanischer Minuteman-Silos geplant waren. Sowjetische Quellen bestätigen nur Letzteres. Die Reichweite erlaubte es, jedes Ziel innerhalb der USA und Europas von Basen in der Sowjetunion zu erreichen. Als Treibstoff verwendete die R-36 die lagerfähigen Flüssigtreibstoffe 1,1-Dimethylhydrazin und Stickstofftetroxid.
Es gab vier Versionen der R-36:
- Modell 1 mit einem nuklearen Standard-Gefechtskopf (GRAU-Index 8K67)
- Modell 2 mit einem Kernfusions-Gefechtskopf von 25 Megatonnen TNT-Äquivalent, der doppelten Stärke von Modell 1. Dieser sollte in der Lage sein, die Startsilos in den USA trotz geringer Treffgenauigkeit zu zerstören.
- Modell 3 – auch als R-36-O oder R-36orb bezeichnet (GRAU-Index 8K69). Hier wurde erstmals das FOBS-System angewendet (englisch Fractional Orbital Bombardment System), das es der Sowjetunion ermöglichte, die USA über den Südpol anzugreifen und so die auf den Nordpol orientierte Radar-Warnkette in Nordamerika und Nordeuropa zu umgehen. Dazu wurde der Gefechtskopf auf eine niedrige Erdumlaufbahn gebracht, welche vor dem Zielgebiet durch Bremsraketen wieder verlassen wurde. So konnte theoretisch jeder Punkt der Erde beschossen werden.
- Modell 4 verwendete drei getrennte Gefechtsköpfe (englisch Multiple Reentry Vehicles, MRV), gelenkt durch ein gemeinsames Steuerungssystem, um der möglichen Raketenabwehr in der Endphase zu entgehen.

Alle Versionen waren zweistufige Flüssigtreibstoff-Raketen und wurden aus Silos gestartet. Die Entwicklung der R-36 begann 1962. Modell 1 und 2 wurden 1967 und Modell 3 und 4 1968 in Dienst gestellt. 1971 waren maximal 255 Raketen der Modelle 1 bis 3 stationiert. Von Modell 4 waren 1973 100 Stück verfügbar. 1979 wurden alle Raketen bis auf Modell 3 außer Dienst gestellt. Modell 3 fiel dann unter den SALT-II-Vertrag, die letzte Rakete wurde im Februar 1983 aus dem Startsilo entfernt. Das Nachfolgemodell der SS-9 war die spätere R-36M (NATO-Code: Satan).
Die R-36 bildete die Grundlage für die Raumflug-Trägerrakete vom Typ Zyklon. Die Konstruktion erfolgte im Konstruktionsbüro Michail Kusmitsch Jangel, hergestellt wurde die Rakete in Dnjepropetrowsk in der Ukraine.

## Technische Daten
| System                   | R-36                                    | R-36                                    | R-36Orb                                 | R-36P                                   |
| Lenkwaffe                | 8K67                                    | 8K67                                    | 8K69                                    | 8K67P                                   |
| NATO-Code                | SS-9 Scarp mod 1                        | SS-9 Scarp mod 2                        | SS-9 Scarp mod 3                        | SS-9 Scarp mod 4                        |
| Einführungsjahr          | 1966                                    | 1966                                    | 1968                                    | 1970                                    |
| Antrieb                  | 2 Stufen Flüssigtreibstoff (lagerfähig) | 2 Stufen Flüssigtreibstoff (lagerfähig) | 2 Stufen Flüssigtreibstoff (lagerfähig) | 2 Stufen Flüssigtreibstoff (lagerfähig) |
| Länge                    | 32,20 m                                 | 31,70 m                                 | 34,50 m                                 | 32,20 m                                 |
| Rumpfdurchmesser         | 3,0 m                                   | 3,0 m                                   | 3,0 m                                   | 3,0 m                                   |
| Gewicht                  | 183.900 kg                              | 183.980 kg                              | 180.000 kg                              | 183.900 kg                              |
| Nutzlast                 | 5825 kg                                 | 3950 kg                                 | 1770 kg                                 | 6000 kg                                 |
| Sprengkopf               | 1 RV nuklear 12 oder 18 Mt              | 1 RV nuklear 25 Mt                      | 1 FOBS nuklear 5 Mt (OR-36)             | 3 MRV nuklear 2-3 Mt plus Täuschkörper  |
| Einsatzreichweite        | 10.500 km                               | 15.200 km                               | 40.000 km                               | 12.000 km                               |
| Treffergenauigkeit (CEP) | 5000 m                                  | 1890 m                                  | unbekannt                               | 1850 m                                  |